# Padiglione d'arte contemporanea (Ferrara)
Il Padiglione d'arte contemporanea, conosciuto anche con l'acronimo PAC, è stato un museo di Ferrara situato in corso Porta Mare n. 5 e utilizzato come sede di mostre di arte contemporanea.
Nell'edificio ha attualmente sede lo Spazio Antonioni, museo dedicato al cineasta ferrarese Michelangelo Antonioni.

## Storia
Anticamente adibite a scuderie e deposito delle carrozze, le palazzine che sono state sede del museo sono due piccole e sobrie architetture simmetriche poste nel giardino interno di Palazzo Massari, incluse nel complesso delle Gallerie d'Arte Moderna e Contemporanea di Ferrara. Nel padiglione di sinistra erano temporaneamente conservate opere della Galleria in deposito mentre quello di destra era usato per le esposizioni temporanee dedicate ad artisti di fama nazionale ed internazionale.
In continuità con le precedenti attività del Centro Video Arte e della Sala Polivalente, la programmazione del PAC si orientava particolarmente su live art, performance art, arti elettroniche e nuovi media, ponendosi di riflettere sul panorama artistico contemporaneo.

### Biennale Donna
Lo spazio espositivo ospitava anche la Biennale Donna, fino alla XIX edizione del 2022.

### Parco sculture
Nel parco circostante al Padiglione sono tuttora collocate sculture donate, nella maggior parte dei casi, dagli artisti sia nazionali che internazionali che hanno esposto a Palazzo dei Diamanti o a Palazzo Massari. Gli artisti presenti sono:
- Mirko Basaldella, Guerriero, 1959
- Maurizio Bonora, Grande Musa, 1986
- Aldo Calò, Elemento Modulato, 1970
- Carmelo Cappello, Spirale in progressione, 1968-72
- Rita Da Re, Amplesso I, 1973-74
- Roberto Gramigna, Donna-reperto, 1983 ca.
- Emilio Greco, Bove, 1970 ca.
- Marcello Mascherini, San Francesco, 1956
- Agapito Miniucchi, Falath, 1984
- Augusto Murer, Ragazzo che si sveste, 1980
- Mario Piva, Abbraccio, 1986
- Man Ray, Monument au peintre inconnu, 1972-85 ca.
- Laura Rivalta, Struttura, dopo il 1985
- Sinisca, Struttura, s.d.
- Filippo Tallone, Nudo di donna in piedi e Nudo di donna seduta

## Elenco esposizioni
- 1999

Franco Guerzoni, Orienti, 12 dicembre 1999 - 31 gennaio 2000
- 2000

Riccardo Biavati, 5 marzo - 25 aprile 2000

IX Biennale Donna - Carol Rama opere 1936-2000, 21 maggio - 23 luglio 2000

Mario Sasso, Le città continue, 24 settembre - 19 novembre 2000
- 2000

Ernesto Porcari, Roberto Almagno, 3 dicembre 2000 - 11 marzo 2001
- 2001

Michelangelo Neri, Cristina Rocca, Sopralluoghi, 20 maggio - 1º luglio 2001

Ervardo Fioravanti, 16 settembre - 18 novembre 2001

Sonia Costantini, Giovanna Bolognini, 8 dicembre 2001 - 10 febbraio 2002
- 2002

X Biennale Donna - Dal merletto alla motocicletta, 3 marzo - 5 maggio 2002

Gianni Guidi, 19 maggio - 7 luglio 2002

Casiraghi, Giuliani, 20 ottobre - 8 dicembre 2002

Brigata Es, Artista volante non identificato, 22 dicembre 2002 - 16 febbraio 2003
- 2003

Shuhei Matsuyama, Shin-on, 2 marzo - 11 maggio 2003

Marco Caselli Nirmal, La città della musica, 31 maggio - 29 giugno 2003

Charles Freger, Palio, 12 luglio - 7 settembre 2003

Carlo Dell'amico, 27 settembre - 23 novembre 2003

Perino & Vele, 6 dicembre - 22 febbraio 2004
- 2004

XI Biennale Donna - Patti Smith: strange messenger. The visual work of Patti Smith, 21 marzo - 16 maggio 2004

Sergio Zanni, Anacronismi premeditati, 5 giugno - 29 agosto 2004

Kathy Toma, Enfer ou ciel, qu'importe!, 19 settembre - 14 novembre 2004

Gigi Guadagnucci, 15 dicembre 2004 - 27 febbraio 2005
- 2005

Enzo Baglioni, Impronte, 23 marzo - 15 maggio 2005

Maurizio Bonora, Il drago e la spirale. percorsi visionari, 9 giugno - 21 agosto 2005

Jessica Stockholder, 9 ottobre - 11 dicembre 2005
- 2006

XII Biennale Donna, 19 marzo - 14 maggio 2006

Franco Patruno - Percorsi, 2 giugno - 16 luglio 2006

Confini, 26 novembre 2006 - 21 gennaio 2007
- 2007

Pietro Donzelli, 1 giugno - 8 luglio 2007

Alexander Hahn, La signoria degli astri, 9 settembre - 14 ottobre 2007

Flavio De Marco, Souvenir Schifanoia, 18 novembre 2007 - 6 gennaio 2008
- 2008

Netmage 08, 31 gennaio - 3 febbraio 2008
XIII Biennale Donna - Mona Hatoum, 6 aprile - 1 giugno 2008

Art Fall '08, 14 settembre 2008 - 24 gennaio 2009
- 2010

XIV Biennale Donna - Memorie velate. arte contemporanea dall'Iran, 18 aprile - 13 giugno 2010

Art Fall '10, 11, 12 e 18 dicembre 2010
- 2009

Art Fall '09, ottobre 2009 - gennaio 2010
- 2011

Art Fall '11 - Simone, una mostra di invernomuto, 13 novembre - 11 dicembre 2011
- 2012

XV Biennale Donna - Violence. L'arte interpreta la violenza, 22 aprile - 10 giugno 2012

Mustafa Sabbagh, Memorie liquide, 20 maggio - 30 settembre 2012 
- 2013

Art Fall 13
- 2016

XVI Biennale Donna - Silencio vivo. artiste dall'America latina, 17 aprile - 12 giugno 2016
- 2018

XVII Biennale Donna - Ketty La Rocca 80. Gesture, speech and word,
15 aprile - 3 giugno 2018

De Pisis la poesia dell'attimo, 22 dicembre 2018 - 2 giugno 2019
- 2019

La collezione Franco Farina - Arte e avanguardia a Ferrara 1963/1993,
21 dicembre 2019 - 15 marzo 2020
- 2020

Pittori fantastici nella Valle del Po, 3 luglio - 27 settembre 2020

XVII Biennale Donna - Attraversare l'immagine. Donne e fotografia tra gli anni '50 e gli anni '80, Palazzina di Marfisa d'Este, 20 settembre - 22 novembre 2020

- 2021

La fotografia 1839-2020. Il libro illustrato dall’incisione al digitale. Italo Zannier fotografo innocente, 11 febbraio - 2 maggio 2021

Nel mondo di Fellini. Franco Pinna fotografo di set, 16 settembre - 7 novembre 2021

Sergio Zanni. Volumi narranti, 17 dicembre 2021 - 6 marzo 2022
- 2022

XIX Biennale Donna. OUT OF TIME. Ripartire dalla natura, 27 marzo - 29 maggio 2022

La città del silenzio. Artisti ferraresi per Antonioni, 
10 giugno - 10 luglio 2022

Piero Guccione. Mistero in piena luce, 7 ottobre 2022 - 8 gennaio 2023